# Myrtle Grove (Carolina del Nord)
Myrtle Grove és una concentració de població designada pel cens dels Estats Units a l'estat de Carolina del Nord. Segons el cens del 2000 tenia 7.125 habitants.

## Demografia
Segons el cens del 2000, Myrtle Grove tenia 7.125 habitants, 2.839 habitatges i 2.222 famílies. La densitat de població era de 400,4 habitants per km².
Dels 2.839 habitatges en un 32,2% hi vivien nens de menys de 18 anys, en un 67,2% hi vivien parelles casades, en un 7,9% dones solteres, i en un 21,7% no eren unitats familiars. En el 16,3% dels habitatges hi vivien persones soles el 4,9% de les quals corresponia a persones de 65 anys o més que vivien soles. El nombre mitjà de persones vivint en cada habitatge era de 2,51 i el nombre mitjà de persones que vivien en cada família era de 2,8.
Per edats la població es repartia de la següent manera: un 22,5% tenia menys de 18 anys, un 6% entre 18 i 24, un 29,4% entre 25 i 44, un 30,8% de 45 a 60 i un 11,3% 65 anys o més.
L'edat mediana era de 40 anys. Per cada 100 dones de 18 o més anys hi havia 96,5 homes.
La renda mediana per habitatge era de 55.242 $ i la renda mediana per família de 60.850 $. Els homes tenien una renda mediana de 40.638 $ mentre que les dones 25.597 $. La renda per capita de la població era de 28.775 $. Entorn del 4,4% de les famílies i el 5,8% de la població estaven per davall del llindar de pobresa.

## Poblacions més properes
El següent diagrama mostra les poblacions més properes.